# Azrael (DC Comics)
Azrael è un personaggio dei fumetti pubblicato dalla DC Comics.
È apparso per la prima volta nella miniserie Batman: La spada di Azrael realizzata da Dennis O'Neil e Joe Quesada nel 1992-93; da allora è stato un personaggio di supporto in varie saghe di Batman prima di essere il protagonista di una propria serie regolare (sempre scritta da O'Neil).
Condivide il nome con un membro dei Giovani Titani introdotto anni prima.

## Biografia del personaggio
Jean-Paul Valley è un discendente del misterioso Sacro Ordine di Saint Dumas, una setta di templari che, fin da quando era ancora nel ventre materno, fece su di lui alcuni esperimenti di potenziamento per farlo divenire da adulto, attraverso un rigoroso addestramento, il loro campione: Azrael, l'angelo della morte, protettore e custode dei segreti dell'ordine.
Nel periodo in cui Bruce Wayne era costretto su una sedia a rotelle dopo la tremenda sconfitta subita per mano di Bane durante Knightfall, a Jean-Paul viene concesso di portare il manto di Batman: la sua interpretazione del Cavaliere Oscuro risultò tuttavia tragicamente violenta (tanto che modificò notevolmente il costume prima dotandolo di guanti con artigli metallici e in seguito indossando un'intera corazza dotata di armi letali, assumendo un aspetto sempre più spaventoso) in quanto influenzata dalla presenza nella sua psiche di Saint Dumas, a cui la setta è devota, e da alcune visioni dovute ad un'arcana suggestione ipnotica chiamata "il Sistema". Nonostante il timore provocato fin da subito in Tim Drake, Jean-Paul riesce a riscattare Bruce sconfiggendo facilmente Bane e a farsi accettare dallo stesso Robin e Nightwing.
Influenzato sempre più dal "Sistema" e dalle visioni che lo istigano alla violenza più cieca, il nuovo Batman comincia a far vittime tra i criminali e ad avere contrasti con la polizia finché Bruce, ristabilitosi, lo giudica troppo folle e lo affronta per riprendersi il suo mantello: Jean-Paul si dimostra più forte di lui ma viene sconfitto con l'astuzia da quest'ultimo e graziato dallo stesso Wayne, che gli concede il suo perdono e la possibilità di redimersi. In seguito sgominerà l'ordine di Saint Dumas e sconfiggerà il "Sistema", curando così la sua psiche e tornando a vestire il costume di Azrael; successivamente divenne persino uno degli alleati di Batman, iniziando una relazione amorosa con Cassandra Cain (Batgirl).
Al termine di Terra di nessuno, affaticato dai troppi scontri, Azrael muore durante uno scontro con due criminali cadendo nel fiume di Gotham. Il suo cadavere non venne mai ritrovato e per anni la sua morte non ha trovato conferma; l'apparizione come Lanterna Nera nel corso del crossover La notte più profonda ne accertò tuttavia definitivamente il decesso. Il suo mantello fu preso poco dopo da Michael Washington Lane.

## Poteri e abilità
La fonte delle abilità di Azrael è un addestramento post-ipnotico denominato "il Sistema". Sebbene non si abbiano notizie certe su di esso si sa che iniziò prima della nascita e che prevedeva modifiche genetiche, elettroshock e l'uso di gorilla come madri surrogate: il risultato fu un essere umano incredibilmente agile e forte e dalla personalità multipla intrisa di furia. L'atto di indossare il costume di Azrael attiva questa furia latente in quanto fa credere al soggetto di essere realmente il biblico angelo della morte; il Sistema separa inoltre le abilità sovrumane dalla personalità pubblica cosicché il soggetto non possa avvalersene nella vita quotidiana (verso la fine della serie, tuttavia, Jean-Paul sembra riuscire ad aggirare questo limite). Sembra che tutti coloro che hanno portato il titolo di Azrael sono stati addestrati tramite il Sistema e che esso sia stato perfezionato nel corso dei cinquecento anni di storia dell'Ordine. 
Jean-Paul dimostra una forza fisica maggiore persino di esseri al vertice della condizione umana come Batman o addirittura potenziati come Deathstroke: è stato infatti in grado di alzare un albero, spostare un'auto sott'acqua ed è stato visto riscaldarsi su panca piana con 270 kg alzandoli con una sola mano e con molta facilità. È inoltre un attento osservatore, tanto che è in grado di prevedere le mosse dell'avversario, e le modifiche genetiche gli hanno donato un fattore di guarigione ben superiore a quello di un uomo normale. Il suo costume, rosso e dorato, è a prova di proiettile e ignifugo e contiene due lame retrattili nei polsi, che possono prendere fuoco ed essere lanciate, e una spada fiammeggiante. È inoltre un grande esperto di arti marziali e nell'uso di armi bianche nonché un ottimo informatico, inventore e detective.

## Altri media

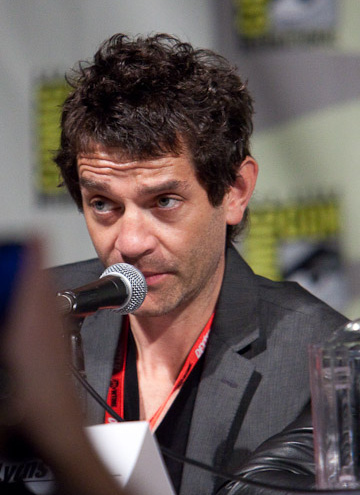
James Frain interpreta Azrael/Theo Galavan in Gotham

Azrael appare nella seconda stagione della serie televisiva Gotham come rianimazione di Theo Galavan, interpretato da James Frain. Il personaggio differisce dal fumetto sotto molti aspetti, in quanto Theo è uno spietato miliardario e uomo di scienza, ma proprio come nella versione cartacea è un membro del Sacro Ordine di Saint Dumas. Verrà ucciso da Gordon, ma tramite il progetto Chimera del dottor Hugo Strange tornerà in vita come Azrael, venendo ucciso definitivamente dal Pinguino e da Butch, che lo disintegra con un lanciarazzi.
Azrael compare inoltre in due videogiochi della serie Batman: Arkham, Arkham City ed Arkham Knight: nel primo si limita a riferire a Batman la profezia dell'ordine sulla caduta di Gotham, nel secondo viene invece sottoposto dal Cavaliere Oscuro ad una serie di combattimenti in realtà avanzata per testarne le abilità in vista di una sua possibile candidatura come nuovo Batman. Alfred scopre che il suo vero nome è Michael Lane, un ex poliziotto che l'ordine ha piegato ai suoi scopi tramite un microchip nel cervello che gli ha inculcato falsi ricordi, e una volta superate le prove e scoperta la verità si potrà scegliere se provare ad uccidere Batman (che si difenderà e lo metterà in galera) oppure di credergli guadagnando il suo rispetto e quindi giurare vendetta contro l'ordine.